# 为了马来西亚
《为了马来西亚》是2020年夏季奥林匹克运动会马来西亚代表团的官方主题曲。歌曲由马来西亚青体部（KBS）推出，Zimi创作、Jerry填词，拿督阿威、杰克琳·维克托和纳英·丹尼尔演唱。旨在推助参加2020年东京奥运会和残奥会的马来西亚运动员们的精神，也是为了能将团结精神注入到所有马来西亚人的心里，让他们能够一步一个脚印地支持马来西亚健儿。